# Károly Markó il Giovane
Károly Markó il Giovane, oppure Carlo Marco il Giovane (Pest, 22 gennaio 1822 – Mosca, 1891), è stato un pittore ungherese.

## Biografia

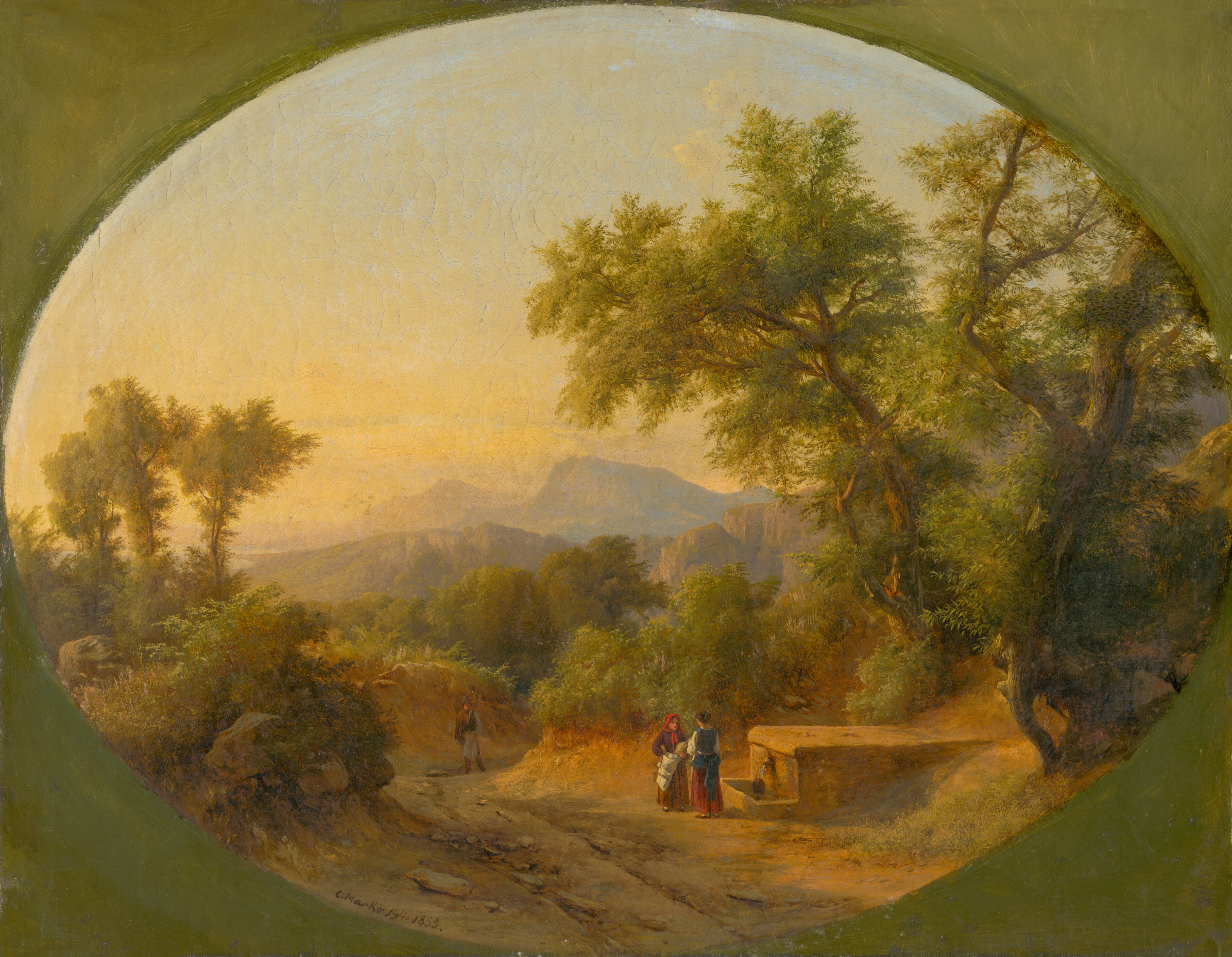
Paesaggio italiano, 1853, Galleria nazionale slovacca.

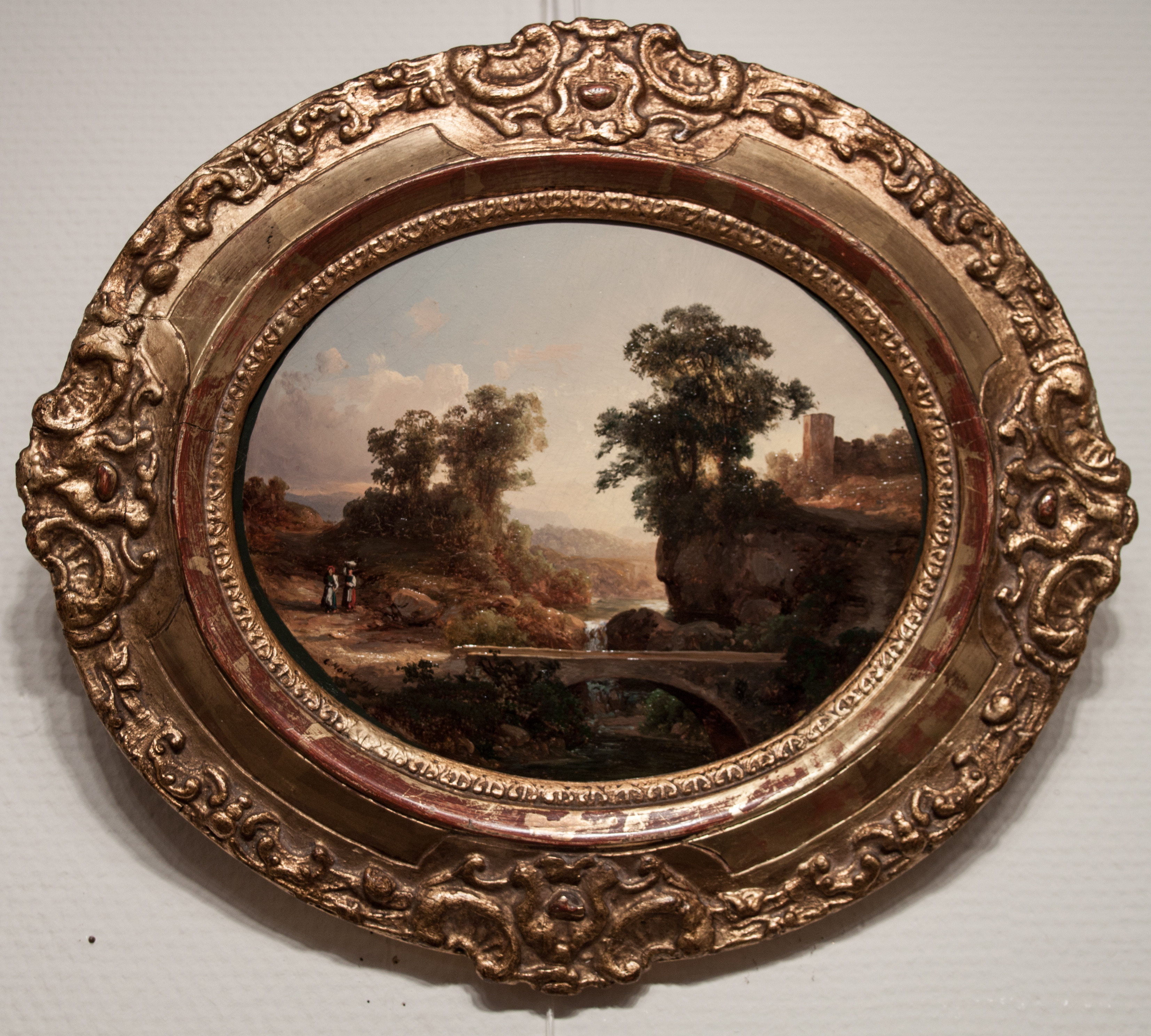
Paesaggio italiano con un ponte, 1860

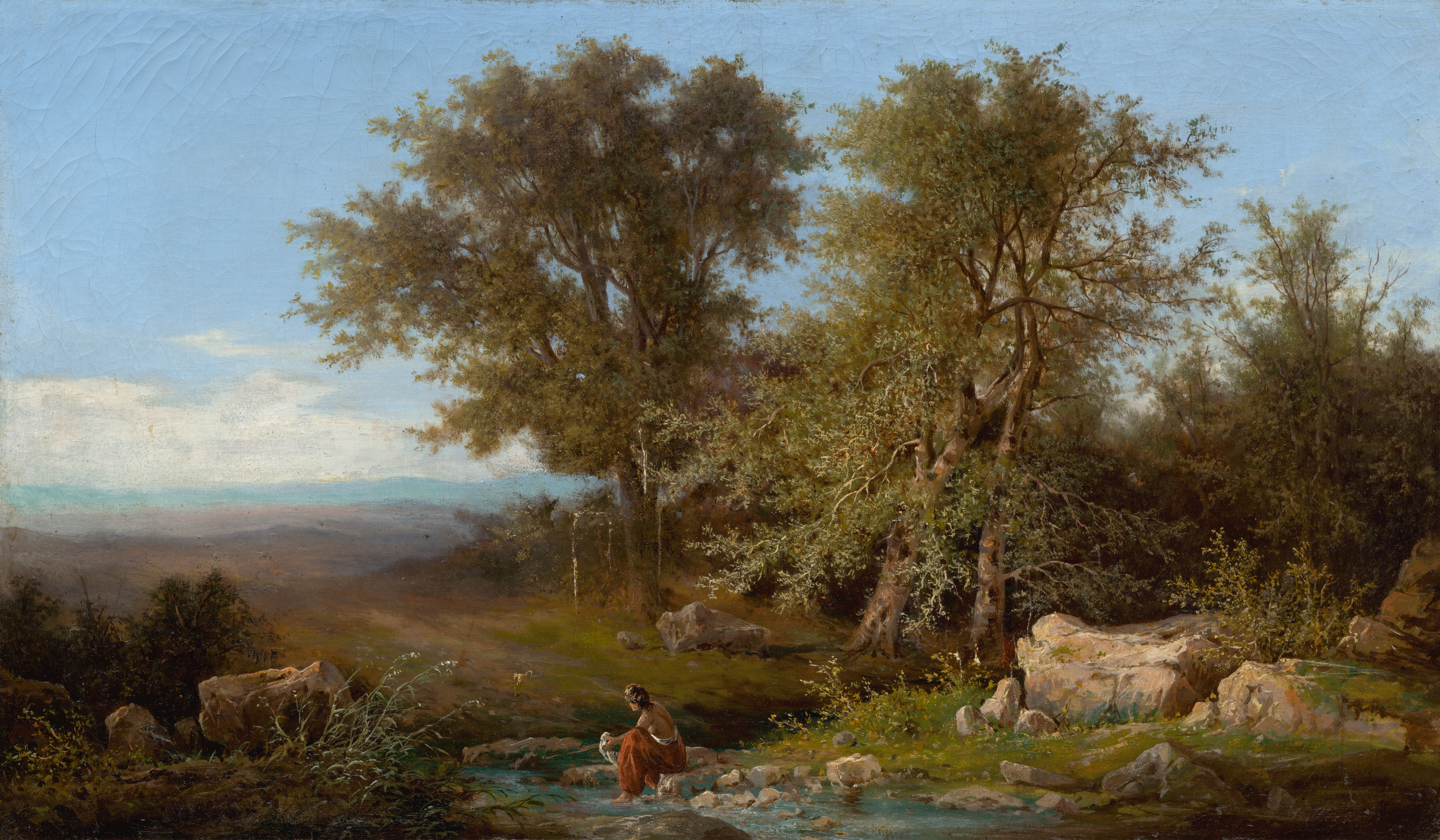
Paesaggio con fiume e alberi, 1860, Galleria nazionale slovacca.

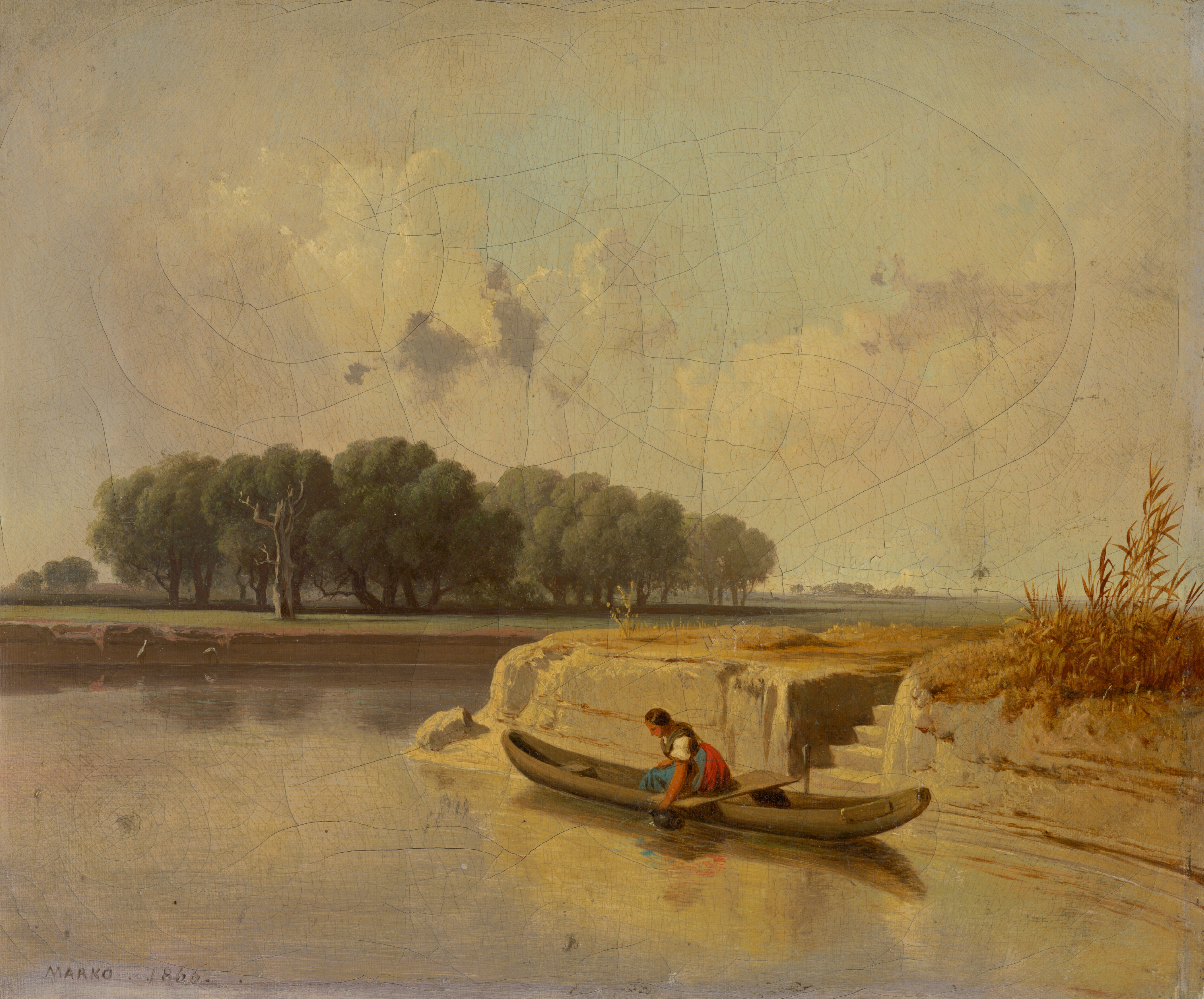
Paesaggio con un fiume e una barca in primo piano, 1866, Galleria nazionale slovacca.

Károly Markó il Giovane fu figlio, allievo e seguace di Károly Markó il Vecchio.
Markó il Giovane ha studiato dal 1836 nel dipartimento di pittura di paesaggi dell'Accademia di belle arti di Vienna e dal 1838 con il padre in Italia, stabilendosi a Firenze, dove proseguì i suoi studi, negli anni seguenti assieme al fratello pittore András Markó.
Nel 1843 Markó il Giovane visitò Roma e due anni dopo partecipò alle mostre della Società promotrice di belle arti a Firenze.
Dal 1851 al 1854 soggiornò a Vienna, mostrando i suoi dipinti nelle esposizioni del Österreichische Kunstverein (come  Paesaggio di Carrara, 1852).
Le sue opere sono state esposte anche a Milano, Genova e Livorno, e ha inviato alcuni dipinti per essere esposti nel Circolo degli artisti di Budapest e nelle mostre dell'Associazione nazionale delle arti figurative ungheresi.
Divenne membro onorario e professore delle accademie di belle arti di Firenze, Genova, Perugia e Urbino.Tra i suoi allievi si ricordano Serafino De Tivoli, Adolfo Tommasi, Ulvi Liegi e Domenico Bresolin.
In seguito si trasferì in Russia per lavoro e morì a Mosca nel 1891.
Le sue opere sono state a volte scambiate per quelle di suo padre,
anche perché seguì lo stile paterno classicista, oltre che le tematiche ed i soggetti delle raffigurazioni di Károly Markó il Vecchio; inoltre alcuni elementi dei suoi dipinti risultarono aderenti con i Macchiaioli, oltre che vicine alle trasparenze e alle evocazioni magiche del pittore barocco Claude Lorrain e dei pittori della scuola di Posillipo.
Alcune delle opere di Markó il Giovane, come Cristo in Emmaus e La Samaritana al pozzo, si caratterizzarono per il prevalere del paesaggio sulle figure, con il paesaggio stesso a testimonianza e a commento degli eventi evangelici.
Tra le sue opere si possono menzionare La Brigata del Boccaccio; Veduta di Bella Riva; Le cave di Carrara; Paese in Corsica; I dintorni di Gaville; Lungo l'Arno; le rappresentazioni riguardanti la campagna vicino a Pisa.
La Galleria nazionale ungherese conserva ed espone alcune opere di Markó il Giovane, tra le quali Paesaggi idilliaci e Gli Appennini.

## Opere
- Scena figurale nel paesaggio del Sud Italia, 1850, Galleria nazionale slovacca;
- Paesaggio italiano, 1853, Galleria nazionale slovacca;
- Paesaggio italiano con un ponte, 1860;
- Paesaggio con fiume e alberi, 1860, Galleria nazionale slovacca;
- Paesaggio con un fiume e una barca in primo piano, 1866, Galleria nazionale slovacca;
- Scena del fiume, 1867;
- Veduta di Firenze e le colline a ovest da San Donato, via Bagno a Ripoli, 1871;
- L'umore della sera sulla campagna, 1872;
- Castello della Verruca presso Pisa, 1875;
- Aspersione di Pasqua, 1889.